# Neues Sehen

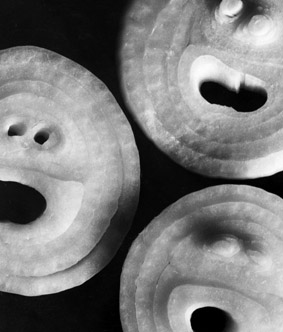
Elsa Thiemann: Faschingsmasken oder 3 durchgeschnittene Zwiebeln (1930er Jahre)

Das Neue Sehen (auch: Neue Optik) ist eine spezifische Stilrichtung in der Fotografie, die sich in den 1920er Jahren entwickelt hat. Das Neue Sehen wird häufig mit der Fotografie am Bauhaus in einem Atemzug genannt. Die Bildsprache des Neuen Sehens zielt darauf ab, festgefahrene Strukturen in Bezug auf Komposition und Beleuchtung, bzw. Belichtung der Fotografie aufzulockern. Stattdessen wird eine dynamische Ausrichtung postuliert, die sich dem gesellschaftlichen Fortschritt anpasst und diesen entsprechend zu dokumentieren vermag.

## Stil
Vor dem Ersten Weltkrieg veränderte sich die Fotografie. Es wurde nicht mehr die Nähe zur Malerei gesucht (Piktorialismus), sondern die Umkehr zur so genannten straight photography – oder Direkten Fotografie – wurde vollzogen. Aus diesem sehr objektiven Ansatz (vgl. auch Neue Sachlichkeit) entwickelte sich Anfang der 1920er Jahre der Wunsch, die gesellschaftlichen Umwälzungen optimistisch und dynamisch festhalten zu können. Das Neue Sehen, Resultat dieses Ansinnens, erklärt die so genannte Bauchnabelperspektive als substanzlos und interpretiert die exakte Ausleuchtung der zeitgenössischen Fotografien als reizlose und fade Darstellung der Wirklichkeit.
Vor allen Dingen die jungen russischen Konstruktivisten um Alexander Rodtschenko und die zunehmende Zahl der Fotografen am Bauhaus wollten in interessanten Blickwinkeln wie extremen Auf- oder Untersichten ihre Umgebung wahrnehmen. Ebenfalls experimentierte man mit Licht und Schatten, was im Endergebnis häufig zu großen, schattigen Bildpartien führte. Kompositorisch legte sich das Neue Sehen auf keinerlei Regelungen fest. Vielmehr wurden kreative Impulse auf abzubildende Sujets angewandt, um eine neue Interpretation des reproduktiven Moments in der Fotografie zu schaffen.
Insgesamt kann das Neue Sehen als ein sehr experimenteller Stil kategorisiert werden, der sich immer aufgeschlossen gegenüber neuen Impulsen gibt und sich nicht einheitlich präsentiert. Intention des Neuen Sehens ist es, die Fotografie von einem rein reproduzierenden zu einem produzierenden Medium zu erweitern. Hierbei kann ein didaktischer Ansatz ausgemacht werden: Der Betrachter muss zunächst an die neuen Abbildungsweisen herangeführt werden und sich über eine Perzeption mit dem Abgebildeten auseinandersetzen. Dafür werden ihm bekannte Sujets in unbekannter Darstellung präsentiert.

## Kritik
Bemängelt wurde beim Neuen Sehen häufig der experimentelle Charakter und die damit einhergehende Unfähigkeit, sich zu einem einheitlichen Stil zu äußern. Vor allen Dingen von Vertretern der Neuen Sachlichkeit und der straight photography wurden die laienhaften Experimente und die augenscheinlich mangelnde technisch fotografische Ausbildung der Fotografen des Neuen Sehens angeprangert.
Mit der Einführung reiner Fotografieklassen am Bauhaus wurde in gewisser Weise auf diese Kritik geantwortet, was allerdings auch dazu führte, dass der bis dato äußerst kreative Ansatz der Bauhausfotografie sich hin zu einer sehr sachlichen Darstellung wandelte.

## Künstlerinnen und Künstler
- Irene Bayer
- Aenne Biermann
- Erich Consemüller
- Andreas Feininger
- Theodore Lux Feininger
- Hein Gorny
- Arvid Gutschow
- Germaine Krull
- Lucia Moholy
- László Moholy-Nagy
- Walter Peterhans
- Alexander Rodtschenko
- Umbo